# NGC 5982

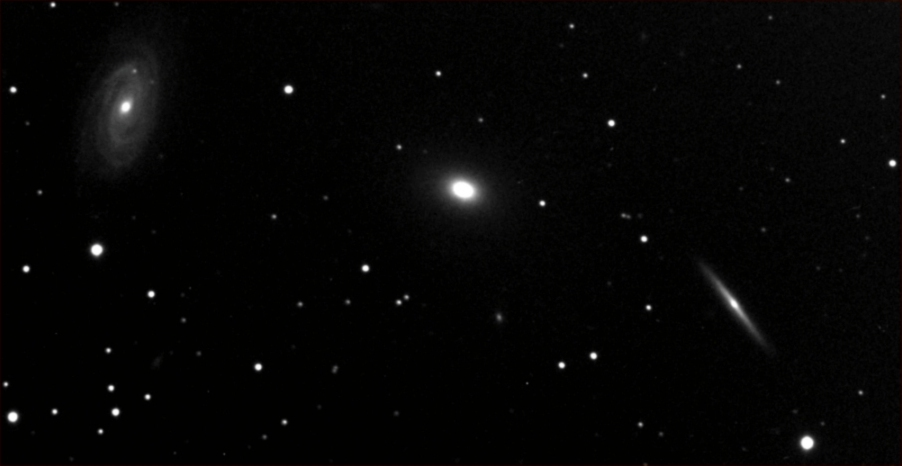
NGC 5985, NGC 5982 i NGC 5981

NGC 5982 (również PGC 55674 lub UGC 9961) – galaktyka eliptyczna (E3), znajdująca się w gwiazdozbiorze Smoka. Odkrył ją William Herschel 25 maja 1788 roku. Jest to galaktyka z aktywnym jądrem typu LINER.